# Mostra de Venise 1950
La Mostra de Venise 1950 — ou la 11e édition de la Mostra de Venise ou encore la 11e édition du Festival international du film de Venise (en italien : 11ª edizione della Mostra internazionale d'arte cinematografica) — est un festival de cinéma international qui s'est tenu à Venise en Italie du 20 août au 10 septembre 1950.

## Jury
- Mario Gromo (président, Italie), Umbro Apollonio (Italie), Antonio Baldini (Italie), Ermanno Contini (Italie), Piero Gadda Conti (Italie), Arturo Lanocita (Italie), Gian Luigi Rondi (Italie), Turi Vasile (Italie), Adone Zecchi (Italie).

## Palmarès
- Lion d'or pour le meilleur film : Justice est faite d'André Cayatte
- Coupe Volpi de la meilleure interprétation masculine : Sam Jaffe pour Quand la ville dort (The Asphalt Jungle) de John Huston
- Coupe Volpi de la meilleure interprétation féminine : Eleanor Parker pour Femmes en cage (Caged) de John Cromwell